# Cyrestis maenalis
Cyrestis maenalis is een vlinder uit de familie van de Nymphalidae. De wetenschappelijke naam van de soort is voor het eerst geldig gepubliceerd in 1834 door Erichs.